# Cemitério da Conchada
O Cemitério da Conchada, oficalmente Cemitério Municipal da Conchada é um cemitério localizado na freguesia de Coimbra (Sé Nova, Santa Cruz, Almedina e São Bartolomeu), no concelho de Coimbra. É administrado pela Câmara Municipal de Coimbra.

## História
O Cemitério da Conchada, localizado na antiga Quinta do Pio, foi benzido e aberto a enterramentos em 1 e 22 de outubro de 1860, respetivamente. Este local abriga uma série de edifícios funerários, caracterizados por sua notável qualidade arquitetônica e escultórica, criados por mestres conimbricenses habilidosos na arte da pedra e do ferro forjado. Com centenas de sepulturas temporárias e perpétuas, bem como jazigos particulares, incluindo o notável Jazigo dos Condes do Ameal, o cemitério é o local de sepultamento de muitas figuras ilustres, muitas delas ligadas à cidade ou à Universidade de Coimbra. Ao longo dos anos, foram realizados esforços para melhorar o Cemitério da Conchada, como aquisição de um carro fúnebre em 1865, a transformação da capela cemiterial em Jazigo Municipal em 1924 e a criação de um espaço dedicado à Liga dos Combatentes da Grande Guerra em 1931. O cemitério encontra-se em processo final de classificação pela Direção Geral do Património Cultural, tendo em atenção o valor histórico e patrimonial do edificado, facto que tem vindo a justificar o número crescente de visitas de grupo, por motivos culturais.

## Ilustres sepultados no Cemitério da Conchada
- Álvaro de Castro (1878-1928), 77.º e 87.º Presidente de Ministério e militar;[5]
- Amélia Janny (1842-1914), poetisa;[6]
- António Ferrer Correia (1912-2003), jurista e professor;[7]
- Carlos Alberto da Mota Pinto (1936-1985), 107.º Primeiro-Ministro e professor;[8]
- Carlos Amaral Dias (1946-2019), psicanalista e professor;[9]
- Eugénio de Castro (1869-1944), poeta e pedagogo;[10]
- Francisco Fernandes Costa (1867-1925), Presidente de Ministério não empossado e jornalista;[11]
- Francisco Lucas Pires (1944-1998), professor, advogado e político;[12]
- João Calvão da Silva (1952-2018), professor, jurisconsulto e ministro;[13]
- Joaquim António de Aguiar (1792-1874), 12.º, 22.º e 25.º Presidente do Conselho de Ministros e professor;[14]
- Luís Catarino (1926-2014), advogado e político;[15]
- Luís Goes (1933-2012), músico;[16]